# Springmaus (Improvisationstheater)
Springmaus ist eine Improvisationstheatergruppe, die 1983 von Bill Mockridge gegründet wurde. Das Springmaus Improvisationstheater ist ein Ensemble zusammengesetzt aus mehreren Künstlern, die in verschiedenen Konstellationen im ganzen Land touren und auftreten.

## Geschichte
Zur Zeit ihrer Gründung trat die Springmaus noch in einem Bonner Studentenlokal, dem Anno Tubac auf. Zum Gründungsensemble gehörten unter anderem Mockridges Ehefrau Margie Kinsky sowie Andreas Etienne, Michael Müller und Anka Zink. 1985 zog die Gruppe in die Oxfordstraße, bis sie 1993 in den Stadtteil Endenich ins Haus der Springmaus, das dem Verein Haus der Springmaus e.V. gehört, einzog. 1997 wurde die Gruppe mit dem Ravensburger Kupferle ausgezeichnet.
Bekannte Komiker und Kabarettisten wie Dirk Bach, Bernhard Hoëcker, Tetje Mierendorf, Ralf Schmitz, Susanne Pätzold und Christoph Brüske spielten zu Beginn ihrer Karriere im Ensemble der Springmaus.
Seit 2023 leitet Bill Mockridges Sohn Nicholas „Nick“ Mockridge das Springmaus-Ensemble. Die Übergabe erfolgte im Oktober zum 40-Jährigen Bestehen des Theaters.

## Ensemble
- Norbert Frieling
- Paul Hombach (Klavier)
- Lukas Frings (Klavier)
- Mia Geese
- Ronny Miersch
- Christina Stephan
- Sandra Sprünken (Gastensemble)
- Maike Johanna Reuter (Gastensemble)
- Felix Raffel (Klavier / Gastensemble)
- Lars Duppler (Klavier / Gastensemble)
- Inga Käfer
- Markus Fiege
- Liam Mockridge
- Hannah Severin
- Stefany Dreyer
- Michael Hilleckenbach (Management)

## Diskographie
- 1996: In Maus und Braus (Label: WortArt)
- 2002: Highlights (Label: WortArt)
- 2023: Meta Maus "Eine Reise durch das Improversum"

## Programme seit 2000
- 2000 Volle Maus Voraus
- 2001 (N)eurotisch
- 2002 Wählt Maus
- 2003 Nur auf Rezept
- 2004 Schräger wie Pisa
- 2005 Beziehungsweise Springmaus
- 2006 Sportfieber
- 2007 Abgefahren
- 2008 Mach’ Dein Ding
- 2009 Auf die Couch!
- 2010 Neustart! Nur mit Euch
- 2011 Unter einer Decke – Im Bett mit der Springmaus
- 2012 S-Faktor – Springmaus sucht die Superstory
- BÄÄM! die Gameshow
- Helden gesucht
- Bombastisch Romantisch
- Janz Jeck
- Jukebox Live
- Experimente
- Weihnachts-Special
- Halloween-Special
- Silvester-Special
- Muttertags-Special
- 2022 – Endlich wieder Live
- 2023 – Meta Maus "Eine Reise durch das Improversum"
- 2025 - Mice Girls